# Доња Вратна Гора
Доња Вратна Гора је насељено место у Босни и Херцеговини у општини Коњиц у Херцеговачко-неретванском кантону које административно припада Федерацији Босне и Херцеговине. Према попису становништва из 1991. у насељу је живјело 72 становника.

## Становништво
По последњем службеном попису становништва из 1991. године, у насељу Доња Вратна Гора живела су 72 становника. Сви становници су били Хрвати.